# 야마구치 가즈마
야마구치 가즈마(일본어: 山口 一真, 1996년 1월 17일~)는 일본의 축구 선수이다.

## 구단 경력
그는 2018년 J1리그의 가시마 앤틀러스에 입단했다. 2019년에 천황배 준우승. 2020년 J2리그의 미토 홀리호크로 이적했다. 2021년 마쓰모토 야마가 FC로 이적했다. 2022년 FC 마치다 젤비아로 임대 이적했다. 2023년 8월 J3리그의 마쓰모토 야마가 FC로 복귀했다.